# Saint-Appolinard (Isère)
Saint-Appolinard è un comune francese di 399 abitanti situato nel dipartimento dell'Isère della regione dell'Alvernia-Rodano-Alpi.

## Società

### Evoluzione demografica
Abitanti censiti